# And the Hits Just Keep on Comin'
| Recensione | Giudizio |
| ---------- | -------- |
| AllMusic   | [ 1 ]    |

And the Hits Just Keep on Comin' è un album discografico di Michael Nesmith, pubblicato dalla casa discografica RCA Victor Records nel settembre del 1972.

## Tracce
Lato A
Testi e musiche di Michael Nesmith.
1. Tomorrow & Me – 3:45
2. The Upside of Good-Bye – 2:50
3. Lady Love – 2:50
4. Listening – 2:23
5. Two Different Roads – 2:39

Lato B
Testi e musiche di Michael Nesmith.
1. The Candidate – 2:35
2. Different Drum – 2:58
3. Harmony Constant – 3:48
4. Keep On – 3:30
5. Roll with the Flow – 5:08

## Musicisti
- Michael Nesmith - chitarre, voce
- O.J. Red Rhodes - chitarra pedal steel

Note aggiuntive
- Michael Nesmith - produttore, arrangiamenti
- Registrato al RCA Victor Studio di Hollywood (California), circa nel maggio 1972[3]
- Lehan Kent Tunks - ingegnere delle registrazioni, remixaggio
- Quest'album è dedicato a Annalee Huffaker che mi ha insegnato le gioie della canzone[4]